# Chiropteromyzidae
Chiropteromyzidae (лат.) — семейство круглошовных мух из надсемейства Sphaeroceroidea.

## Описание
Мелкие мухи длиной 1—2 мм. В гениталиях самцов 2 пары сурстилей; эдеагус экстремально длинный и тонкий, неразделённый. Самки с цилиндрической или полуокруглой сперматекой. Анальная жилка укороченная и не достигающая края крыла. Имаго обнаружены около грибов и гниющей древесины и на падали.

## Классификация
Небольшая группа, включающая 2 рода. Иногда рассматриваются в качестве трибы Chiropteromyzini в составе подсемейства Heleomyzinae, или подсемейства Chiropteromyzinae в составе семейства Heleomyzidae.
- Chiropteromyza Frey, 1952
  - Chiropteromyza broersei (de Meijere, 1946) — Венгрия, Финляндия
    - = Chiropteromyza wegelii Frey, 1952
    - = Leptometopa broersei de Meijere 1946
- Neossos Malloch, 1927 (=Ornitholeria Frey, 1930)
  - Neossos atlanticus Gilbert, Wheeler, 2007 Канада (Квебек)[7]
  - Neossos californicus Melander, 1952 — Северная Америка
  - Neossos marylandicus Malloch, 1927 — Северная Америка и Россия (Якутия)
  - Neossos tombstonensis Solecki, Wheeler, 2015 Канада (Юкон)[8]
  - Neossos nidicola (Frey, 1930) — Великобритания, Финляндия
    - =Ornitholeria nidicola Frey, 1930